# Muscidifurax raptor
Muscidifurax raptor är en stekelart som beskrevs av Girault och Sanders 1910. Muscidifurax raptor ingår i släktet Muscidifurax och familjen puppglanssteklar. Arten är reproducerande i Sverige. Inga underarter finns listade i Catalogue of Life.